# Psydrax bridsoniana
Espèce
Statut de conservation UICN

 EN B2ab(iii) : En danger
Psydrax bridsoniana Cheek & Sonké  est une espèce de plantes du genre Psydrax. C’est une plante endémique du Cameroun.

## Étymologie
Son épithète spécifique rend hommage à la botaniste britannique Diane Mary Bridson (es).

## Distrimution
Endémique du Cameroun, on ne lui connaît que deux localisations dans la région du Sud-Ouest, les villages de Kupe et Nyasoso. 